# Мика Ньютон
Окса́на Стефа́новна Грица́й (укр. Оксана Стефанівна Грицай; род. 5 марта 1986, Бурштын, Ивано-Франковская область), известная под сценическим псевдонимом Ми́ка Нью́тон — украинская певица и актриса. Представительница Украины на песенном конкурсе «Евровидение-2011», занявшая четвёртое место.

## Биография
Отец Стефан Грицай в молодости играл в группе на гитаре, а прадед сам научился играть на скрипке, и его приглашали музыкантом на свадьбы. По словам Мики, её крестный являлся президентом футбольного клуба «Энергетик» из Бурштына. Есть сестра Лиля и двоюродный брат Олег. Занималась карате в спортшколе. Вспоминала, что все свое детство «пропела исключительно на украинском языке».
C 1995 года начала выступать на сцене. Окончила музыкальную школу по классу фортепиано, параллельно занимаясь вокалом.
В 2001 году переехала в Киев и поступила там в Государственный колледж эстрадного и циркового искусства, на отделение эстрадного вокала, которое и окончила. В 2002 году стала победительницей на фестивале «Черноморские игры» в Скадовске. Там на неё обратил внимание продюсер Юрий Фалёса, с которым в том же году Грицай подписала контракт. Он придумал певице сценический псевдоним «Мика Ньютон»: имя «Мика» позаимствовано у таких музыкантов, как Мик Джаггер и Мик Бокс, а «Ньютон» — от английского словосочетания new tone (с англ. — «новый тон»).
Первые хиты певицы — «Убежать» и «Аномалия». Видеоклип, снятый на песню «Убежать», украинские телекомпании отказались показывать по этическим причинам, что послужило поводом к съёмке клипа на песню «Аномалия». Он и принёс певице первую популярность. Последующие клипы на песни «Лунопарк» (в 2005 году) и «В плену» снимались в Москве. Мика Ньютон могла стать партнёром украинской знаменитости Потапа, но окончательный выбор был сделан в пользу Насти Каменских. В память о сотрудничестве осталась песня «В плену», записанная с Потапом для альбома «Тёплая река».
В 2005 году в небе над киевским аэродромом «Чайка» совершила прыжок с парашютом в тандеме с высоты 4200 метров.
Училась в Гилфордской академии в Англии в 2007 году.
В апреле 2008 года создала общественную организацию «За МИР».

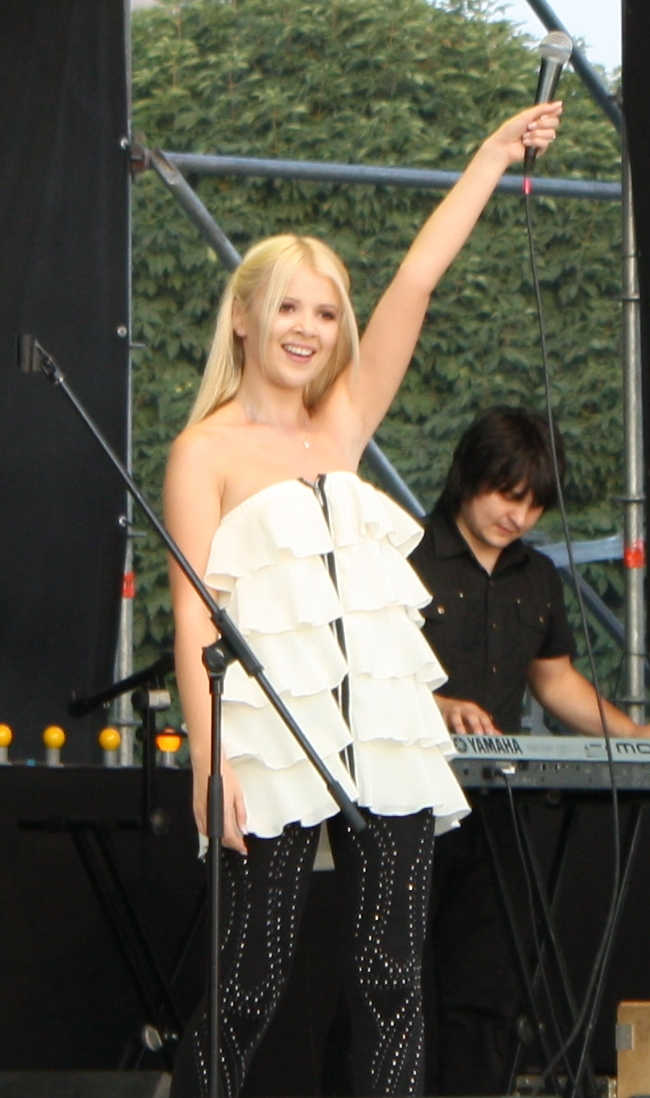
Мика Ньютон в 2010 году

26 мая 2011 года Мика Ньютон опустилась в шахту им. Горького в Донецке на горизонт 624 метра и побывала в забое.
26 февраля 2011 года Мика Ньютон победила в финале украинского национального отбора на конкурс песни Евровидение 2011. Однако спустя два дня жюри и некоторые участники отбора настояли на признании данного результата недействительным и повторном проведении финала.
При повторном пересчёте голосов нарушений не было найдено, в связи с чем победа Мики Ньютон была подтверждена.
5 марта певица и её продюсер Тимофей Нагорный получили благословение на участие в конкурсе у предстоятеля УПЦ МП митрополита Владимира (Сабодана).
12 мая Мика Ньютон выступила под шестым номером во втором полуфинале Евровидения в Дюссельдорфе и получила право участвовать в финале, который состоялся 14 мая.
В финале Евровидения-2011 с песней «Angel» Мика Ньютон заняла 4 место, набрав 159 баллов, ей помогла Ксения Симонова с песочной анимацией.
После Евровидения уехала в Калифорнию, планировала жить в США до 2013 года, «JK-music group» предложила ей и её продюсеру Тимофею Нагорному сотрудничество и продвижение певицы на Западе.
Ньютон спела на церемонии вручения премии «Грэмми» 2022 года вместе с Джоном Леджендом и другими украинскими артистами Сюзанной Иглидан и Любовью Якимчук, в исполнении, посвященном пострадавшим и погибшим украинцам во время вторжения России в Украину.
В мае 2023 года песня «В плену» стала объектом внимания со стороны СМИ после того, как разгорелся скандал вокруг песни шведской певицы Лорин «Tattoo», с которой она победила на конкурсе песни «Евровидение-2023»: пользователи соцсетей заметили сходство песни шведской певицы «Tattoo» с песней Мики Ньютон «В плену», вышедшей в 2005 году. Микa Ньютон высказала свою позицию по поводу этой ситуации.
Я правда не хочу комментировать что-то по поводу Евровидения и Лорин, но прежде всего, поздравлю её с победой. Она невероятная и уникальная артистка. Всего наилучшего. Мне не нравится, что меня втянули в эту историю.

## Семья
- Отец — Стефан Грицай (род. 1958) — директор СТО
- Мать — Ольга Грицай — медсестра
  - Старшая сестра Лилия Грицай — военнослужащая[22].

В декабре 2018 года вышла замуж за американского бизнесмена Криса Сааведру, владельца модельного агентства Saint Agency.

## Достижения
Источник: .
- 1995 — «Золотий Тік» (с укр. — «Золотой Тик»), 2 место
- 1996 — «Надія» (с укр. — «Надежда», Львов), 3 место
- 1997 — «Фант-лото Надія» (с укр. — «Фант-лото Надежда»), 2 место
- 1997 — «Надія», 1 место
- 1998 — «Чорноморські Ігри» (с укр. — «Черноморские Игры», Скадовск), 2 место[25]
- 1998 — «Пісні Опілля» (с укр. — «Песни Ополья»), 1 место
- 1998 — «Надія», 3 место
- 1998 — «Зірки покуття» (Городенка), Гран-при
- 1999 — «Шанс» (Львов), 3 место
- 2000 — «Кришталевий Жайвір» (с укр. — «Хрустальный жаворонок», Тернополь), Гран-при
- 2000 — «Молода Галичина» (с укр. — «Молодая Галичина», Новояворовск), Гран-при
- 2000 — «Вечорі над Латорицею» (с укр. — «Вечера над Латорицей», Мукачево), 1 место, приз зрительских симпатий
- 2000 — «Володимир» (с укр. — «Владимир», Владимир-Волынский), 1 место
- 2002 — «Чорноморські Ігри», 1 место
- 2008 — «Новая волна» (Юрмала), 12 место
- 2011 — «Евровидение» (Дюссельдорф), 4 место

## Фильмография

### Роли в кино
- 2006 — «Жизнь врасплох» (Россия) — камео
- 2008 — «Деньги для дочери» (Украина-Россия) — главная роль Романа, дочь Нины и Юрия

### Саундтрек
- 2005 — «От 180 и выше» («Аномалия»)
- 2006 — «Кадетство» («В плену», «Белые лошади», «Лунопарк», «Факт», «Таешь», «Аномалия»)
- 2007 — «Жизнь врасплох» («Аномалия», «Цунами», «Лунопарк», «Теплая река», «Факт»)
- 2007 — «Деньги для дочери» («Аномалия»)
- 2008 — «Я лечу» («Выше, чем любовь», «Арлекино», «Пожарные», «Плачедо доминго»)
- 2009—2010 — «Кремлёвские курсанты» («В плену», «Белые лошади», «Лунопарк», «Факт»)

## Дискография
Источник: .

### Альбомы
| - 2005 — «Аномалия» 1. «Тёплая река» 2. «Цунами» 3. «Пожарные» 4. «В плену» 5. «Лунопарк» 6. «Аномалия» 7. «Радио девочка» 8. «Факт» 9. «Белые лошади» 10. Yes 11. «Арлекино» 12. «В плену» МН feat. Потап (Plankovsky remix) 13. I’m sorry | - 2006 — «Тёплая река» 1. «Тёплая река» 2. «Цунами» 3. «Пожарные» 4. «В плену» 5. «Лунопарк» 6. «Аномалия» 7. «Радио девочка» 8. «Факт» 9. «Белые лошади» 10. «YES» 11. «Гагарин» 12. «Арлекино» |

| - 2008 — «Эксклюзив» 1. «Выше, чем любовь» (OST т/с «Я лечу») 2. «Шерше ля фам» 3. Moscow calling (ft. Bryats-Band & White) (clip version) 4. Moscow calling (ft. Bryats-Band & White) (other version) 5. «Таешь» 6. «Сдавайся мне» 7. «Извини» 8. I am sorry | - Песни, не вошедшие в альбомы 1. «Любовь-марихуана» 2. «Любви история» 3. «Ангел» [Angel] 4. «Don`t Dumb me Down» (продюсер — Рэнди Джексон) |

## Клипы
| - Убежать 2005 - Аномалия 2005 - Лунопарк 2005 Режиссёр Максим Рожков - В плену 2005 - Тёплая река 2006 Режиссёр Евгений Тимохин - I’m Sorry 2006 Режиссёр Ульф Будденсик - Белые лошади 2007 Режиссёр Александр Головин - Moscow Calling 2007 (с участием Бряц-Band) Режиссёр Евгений Митрофанов - Сдавайся мне 2008 Режиссёр Семён Горов |

| - Ангел 2010 Режиссёр Александр Иваненко - Angel (Eurovision 2011 official music video, Ukraine) 2011 Режиссёр Александр Иваненко - Don’t Dumb Me Down 2012 Режиссёр Марк Класфельд - Не відпускай 2013 Режиссёр Олег Богдан - Magnets 2013 Режиссёр Баходир Юлдашев - Come Out and Play 2013 Режиссёр Али Замани |